# Feijão com óleo de palma

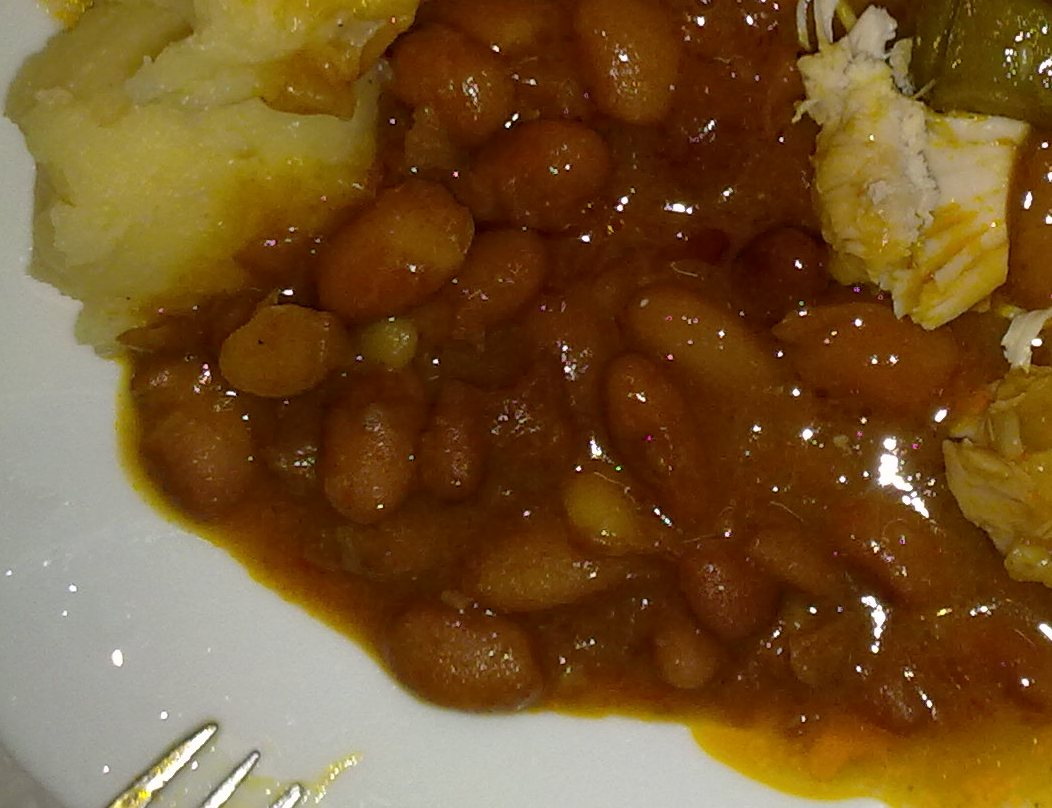
Feijão com óleo de palma

Feijão com óleo de palma ou feijão de óleo de palma é um prato tradicional da culinária de Angola.
Tal como o nome sugere, é preparado com feijão e óleo de palma, oferecendo este último um molho de tonalidade alaranjada escura ao prato.
Pode ser usado como acompanhamento de peixes grelhados, tais como peixe-galo ou carapau, , como parte integrante de um mufete ou consumido acompanhado por banana, mandioca cozida ou farinha de mandioca torrada, também conhecida como farinha de pau, polvilhada por cima.